# Шикотепек-де-хуаресский тотонакский язык
Шикотепек-де-хуаресский тотонакский язык (Apapantilla Totonac, Northern Totonac, Totonaco de Villa Juárez, Xicotepec Totonac, Xicotepec De Juárez Totonac language) — тотонакский язык, на котором говорят в 30 городах штата Веракрус, в муниципалитете Шикотепек-де-Хуарес на севере штата Пуэбла в Мексике.
У шикотепек-де-хуаресского тотонакского языка есть сиуатеутланский диалект, который может быть отдельным языком. Пожилое население более говорит на тотонакском языке, чем на испанском, а другое население - более на испанском, чем тотонакском.